# Critomolgus vicinus
Critomolgus vicinus is een eenoogkreeftjessoort uit de familie van de Rhynchomolgidae. De wetenschappelijke naam van de soort is voor het eerst geldig gepubliceerd in 1996 door Kim I.H..